# فرودگاه آبی گریت بیر لیک
فرودگاه آبی گریت بیر لیک (به انگلیسی: Great Bear Lake Water Aerodrome) یک فرودگاه خصوصی است که یک باند فرود آب دارد. این فرودگاه در کشور کانادا قرار دارد و در ارتفاع ۱۵۶ متری از سطح دریا واقع شده‌است.